# Lolitas
I Lolitas sono stati un gruppo alternative rock franco/tedesco/italiano dallo stile influenzato da vari generi (punk, rockabilly, garage e pop) ed attivo dalla metà degli anni ottanta fino al 1992. Il nome del gruppo è ispirato dal film Lolita di Kubrick.
Il gruppo usava nei testi prevalentemente la lingua francese soprattutto nei primi lavori e si cimentava in reinterpretazioni di brani classici americani.
Il gruppo si formò a Berlino Ovest dall'incontro tra la cantante francese Françoise Van Hove in arte Françoise Cactus, il chitarrista di origine italiana Michele "Tutti Frutti" ed il musicista francese  "Coco Nut" (chitarra e voce). Si aggiunse poi la bassista tedesca "Olga La Basse".
Esordirono nel 1986 per una piccola etichetta indipendente tedesca con l'album omonimo. Il secondo album, Séries américaines viene registrato a Berlino ed uscì nel 1987 per la New Rose Records e vide Tex Morton al posto di "Tutti Frutti".
Alex Chilton propose loro la produzione dell'album seguente e così il gruppo si trasferì a Memphis dove registrò l'album Fusée d'amour, uscito nel 1989.
Il successivo, Bouche-baiser (1990), venne prodotto da Chris Spedding. Questo fu il periodo di maggior successo del gruppo con un tour che toccò Europa e Stati Uniti. Ma dopo un album live, La fiancée du pirate, ed un altro cantato in inglese, My English Sucks, la casa discografica fallì ed il gruppo si sciolse, Francoise Cactus formò con Brezel Göring gli Stereo Total.
Nel 1998 venne pubblicato un album con inediti e rarità, New York - Memphis, per la Last Call Records.

## Discografia

### Album
- 1986 - Lolitas (LP, New Rose)
- 1987 - Séries américaines (LP, New Rose)
- 1988 - Fusée d'amour (LP, New Rose)
- 1990 - Bouche-baiser (New Rose)
- 1991 - La fiancée du pirate (live, Vielklang)
- 1992 - My English Sucks (Vielklang)

### EP
- 1989 - Hara-kiri (New Rose)

### Raccolte
- 1989 - Fusée d'amour+Hara-kiri (CD, Vielklang)
- 1998 - New York - Memphis (Last Call Records)